# Defektoskopia magnetyczna proszkowa

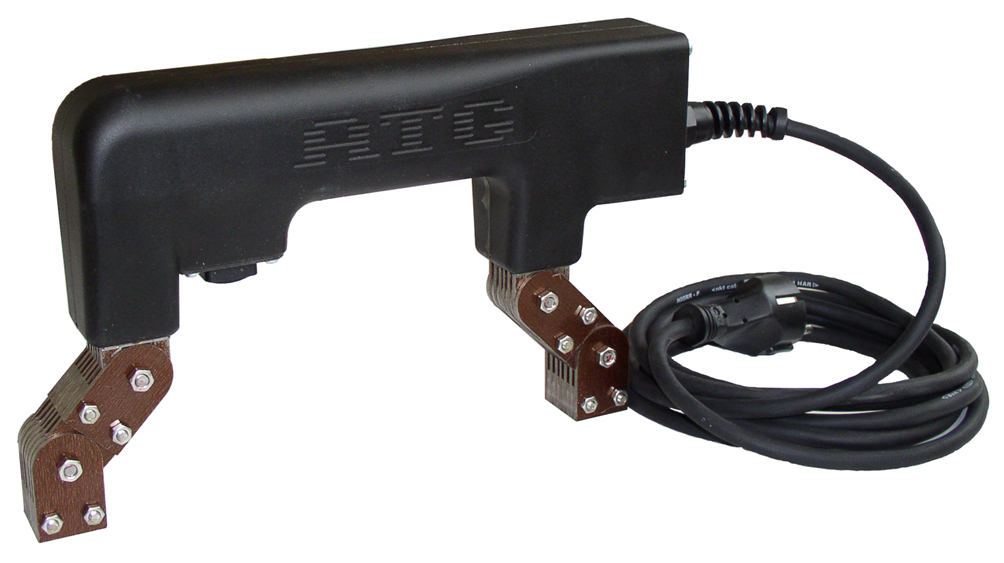
Ręczny przyrząd do badań

Defektoskopia magnetyczna proszkowa – metoda defektoskopii w której do wykrycia wewnętrznych wad materiału ferromagnetycznego używa się drobnego proszku żelaznego, obserwując jego zachowanie w polu magnetycznym na powierzchni badanego przedmiotu. Pole magnetyczne uzyskuje się przez przepuszczanie prądu elektrycznego przez badany przedmiot za pomocą defektoskopu magnetycznego (magnetofluksu)
Wyróżnia się metodę mokrą, w której używa się zawiesiny proszku żelaznego w wodzie, oleju lub nafcie oraz metodę suchą, w której badany przedmiot pokrywa się proszkiem przez posypanie.
Defektoskopia proszkowa nadaje się szczególnie do wykrywania pęknięć, rys, zanieczyszczeń żużlowych, pęcherzy gazowych. Można też wykryć naprężenia własne, zbiorowiska związków fosforowych, różnice strukturalne oraz uwarstwienie.